# Ouro Preto do Oeste
Pour les articles homonymes, voir Ouro Preto (homonymie).
Ouro Preto do Oeste (« Or noir de l'Ouest ») est une municipalité brésilienne située dans l'État du Rondônia.